# Уолтън и Слейвин, № 2
"Уолтън и Слейвин, № 2" (на английски: Walton and Slavin No. 2) е американски късометражен ням филм от 1894 година на режисьора Уилям Кенеди Диксън с участието на Джон Слейвин и Чарлз Уолтън, заснет от притежаваната от Томас Едисън компания Едисън Манюфакчъринг Къмпъни като продължение на по-ранния филм от същата година Уолтън и Слейвин, № 1. Кадри от него не са достигнали до наши дни и той се смята за изгубен.

## В ролите
- Джон Слейвин
- Чарлз Уолтън[2]